# Lukas Weißhaidinger
Lukas Weißhaidinger, född 20 februari 1992, är en österrikisk diskuskastare och kulstötare.
Weißhaidinger slutade på sjätte plats i diskus olympiska sommarspelen 2016 i Rio de Janeiro.
Vid olympiska sommarspelen 2020 i Tokyo tog Weißhaidinger brons i diskus.